# 노바스코샤 전구
노바스코샤 전구(영어: Nova Scotia Theatre)는 미국 독립 전쟁 당시 노바스코샤에서 벌어진 모든 전투들을 총칭하는 표현이다. 1776년 미국 독립 혁명은 노바스코샤의 형성에 큰 영향을 미쳤다. 초기에 노바스코샤는 영국에 맞서 미국과의 전쟁에 참전할 지 고민했고, 몇몇은 미국의 14번째 주로 부르기도 했다. 미국 독립 전쟁이 진행됨에 따라 미국 사나포선이 노바스코샤의 마을들을 공격함에 따라 노바스코샤의 주민들은 영국에 대한 지지를 강화했다. 이뿐만 아니라 영국군의 주둔과 노바스코샤 총독들의 법적 기소, 그리고 헨리 앨런의 노력 덕분에 노바스코샤는 영국을 지지하는 쪽으로 남게 되었다.

## 전쟁 초기
미국 독립 혁명이 발발했을 때, 많은 노바스코샤인들은 뉴잉글랜드 출신이었고, 미국 혁명주의자들에게 동정적이었다. 이러한 지지는 미국 사나포선들이 뉴잉글랜드에 여전히 남아있는 미국의 왕당파들과의 무역을 방해하기 위해 노바스코샤 마을과 선박을 공격하면서 서서히 사라지기 시작했다. 전쟁 기간 동안 미국 사나포선은 노바스코샤에서 출발하거나, 노바스코샤로 도착하는 225척의 선박을 나포했다. 1775년 6월, 미국 해군이 마치아스 해전에서 승리를 거두었으며, 이에 대응해 영국 해군은 1775년 7월 2척의 무장 슬루프선을 마치아스에 파견했다. 1775년 7월 12일, 미국 사나포선자인 조셉 오브라이언이 2척의 영국 선박을 펀디만에서 나포했다. 미국 사나포선은 세인트존 기습에서 대승을 거두었다.

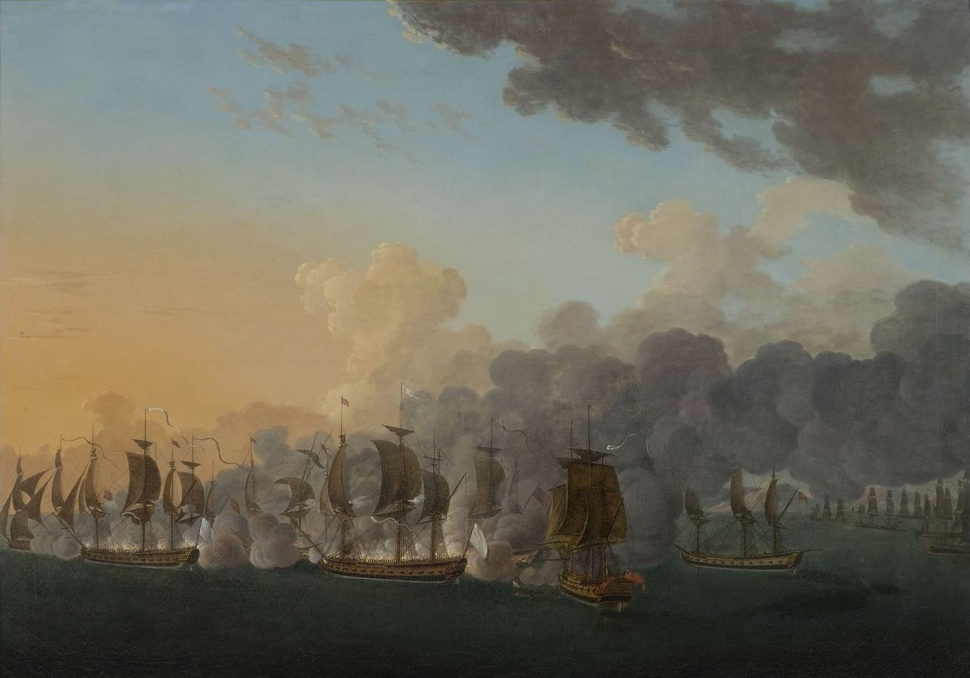
브레튼곶 해전 (1781)

마치아스와 세인트존에서 미국이 승리를 거두자 영국은 1775년 10월 팔머스 방화로 이에 대해 보복했다.  1775년 11월, 이 방화에 대한 보복으로 미국 독립주의자들은 샬럿타운 기습을 수행하였다. 1775년 야르무스 기습으로 노바스코샤에서의 전역은 끝이 나게 되었다.
한편 1775년 당시 노바스코샤 내부에서는 반란이 일어날 조짐이 보였다. 레그 총독은 생매튜 연합교회의 유명한 개신교 반대자인 존 필리스와 윌리엄 스미스를 목표로 삼았다. 총독은 또한 세스 하딩 재판관을 목표로 삼았는데, 하딩은 1775년 10월 노바스코샤를 떠나 다시는 돌아오지 않았다. 카힐에 따르면 스미스 재판관이나 프로스트 판사의 해임과 같은 불법적인 억압과 폭압정치로 인해 레그 총독은 1776년 1월, 런던으로 소환되었다고 주장한다. 이 무렵 소수의 노바스코샤인들이 영국에 대항해 대륙군에 복무하기 위해 남부로 이주했다. 전쟁 이후 이들은 오하이오의 피난민 지역에서 살게 되었다.
1776년 초기, 마게빌에서는 무장 반란이 일어났다. 조나단 에디도 포트컴벌랜드 전투에서 영국군과 맞서 싸웠다. 역사학자 베리 카힐에 따르면, 이러한 반란들은 노바스코샤 정부가 "미국 혁명에 공식적으로 대응하기 위한 중요한 면에서 폭동 재판을 열게 되는 계기가 되었다. 정부는 존 세콤비를 기소했으며, 티모시 휴튼은 폭동죄로 수감했다. 맬러치 샐터는 1777년 폭동죄를 인정받았다. 1776년 말에는 존 폴 존스가 칸소 기습을 감행했다.
1777년 3월 미국 해군은 처음으로 야르무스 해전에서 영국 해군과 교전했다. 미국 사나포선들은 지역 마을로부터 방호를 받기 위해 도망쳤다. 승조원들은 지원을 받았으며, 야르무스의 주민들은 미국 나포선들이 뉴잉글랜드로 도망칠 때까지 미국 나포선을 공격했다. 1777년 5월 2일에는 미나스강 유역에서 콜레트 대위가 미국 사나포선 스쿠너 시덕을 나포할 것을 명령했다. 그는 윈저에 해당 나포선을 보냈다.  같은 해 6월 미국 혁명주의자들은 세인트존강 원정을 감행했다. 그러나 초기의 성공에도 불구하고 6월 말, 영국군은 성공적으로 미국 혁명주의자들을 노바스코샤에서 축출했다. 1777년 8월 제2차 마치아스 해전에서 영국군은 성공적으로 기습을 단행했다.
1778년 3월 미국 사나포선은 리버풀을 공격했다. 8월 9일, 사나포선들은 켄트빌에서 콘월리스를 공격했고 이 결과 영국군은 휴 요새를 짓게 된다. 1778년 영국 스쿠너 호프가 칸소에서 사나포선을 파괴했다. 7명의 혁명주의자들이 도주했으나, 이들은 이후 핼리팩스에서 모두 붙잡혔다. 수감자들은 1778년 9월 스위프트호의 영국인 수감자들과 교환되어 핼리팩스에서 보스턴으로 돌아갔다. The Cartel Silver Eel took prisoners to Boston in October 1778. 1779년, 마게빌이 존 앨런 중령의 지시로 다시 기습당했다. 이 기습에서 1척의 선박이 나포되고 가옥 2채에서 3채가 전소했다. 이에 대응해서 뉴브런즈윅의 오로목토강 입구에 휴 요새라는 또다른 이름의 요새를 지었다. 1779년 윈저의 영국군은 12척의 미국 사나포선을 펀디 만에서 나포했다. 1779년 미국 사나포선자들은 칸소로 돌아와 어업장을 파괴했다.

## 전쟁 중후반

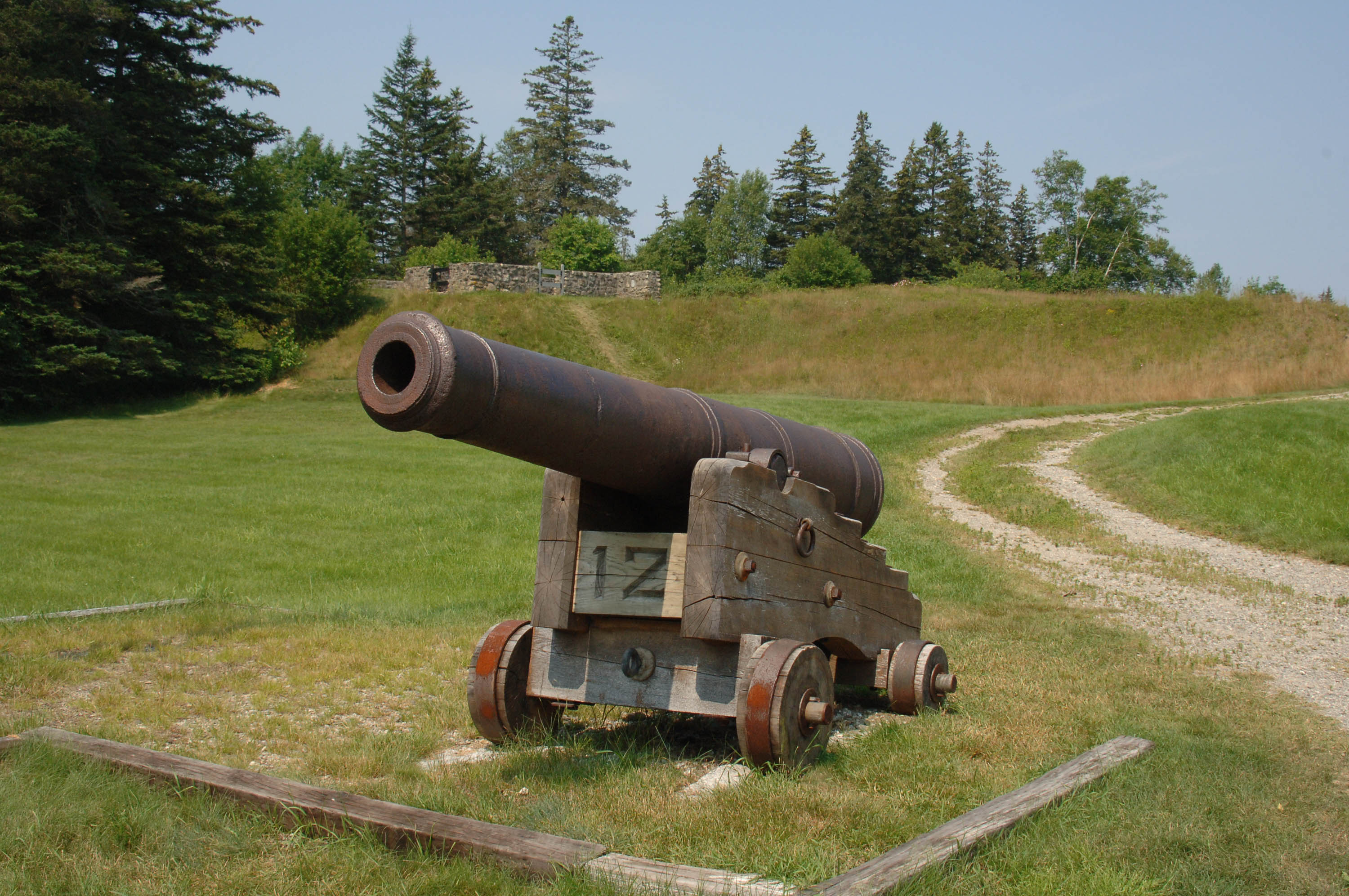
포트조지는 뉴아일랜드 보호를 위한 목적으로 영국군이 세운 요새이다.

1779년 핼리팩스의 영국군은 페놉스캇만을 중심으로 메인강을 따라 주요 거점들을 점령한다는 전략을 채택해 이 지역에 뉴아일랜드를 수립할 계획이었다. 뉴아일랜드는 왕당파를 위한 영구적인 식민지 겸 영국군의 군사활동을 위한 본부로 쓰일 예정이었다.
1779년 7월, 프랜스시스 맥린은 핼리팩스를 떠나 카스틴 항구로 가는 영국 해군 및 육군을 이끌었다. 그는 카스틴 항에 상륙해 마을을 점령했다. 그는 반도의 가장 높은 지점에 포트조지를 건설했다. 이 침입에 경각심을 느껴서 매사추세츠 군사의회는 페놉스콧 원정대를 파견해 요새를 점령하고 영토를 탈환하기를 원했다. 포위전은 7월 25일부터 시작되어 영국군 사령관인 조지 콜리어가 도착할 때까지 3주간 지속되었다. 영국군의 도착으로 원정대는 격멸되었다.
1779년 말 핼리팩스에 주둔한 영국군은 여러 손실을 입었다. 12월에는 스쿠너 호프가 삼브로섬 등대 인근에서 침몰했다. 헨리 볼딘을 비롯한 7명의 승조원이 목숨을 잃었다. 일주일 후 170명의 영국 항해사들이 노스함과 세인트헬레나함을 타고 핼리팩스 항구에 진입하던 중 폭풍에 휩쓸려 목숨을 잃었다.
1780년 10월 7일 핼리팩스 해전에서 토마스 로스가 이끄는 사나포선 "리솔루션"함이 미국 사나포선 "바이퍼"함과 맞붙었다. 이 해전은 사나포선의 역사상 가장 치열했던 전투 중 하나로 꼽히고 있다. 이 전투 결과 영국 사나포선이 항복했지만, 미국도 33명의 사망자가 발생했다.
1781년 5월, 지역 노바스코샤 민병대가 미국 사나포선을 스필트곶 전투에서 격퇴시켰다. 또한 같은 달 영국 해군과 프랑스 해군이 브레튼곶 해전에서 충돌했고, 프랑스군이 승리를 거두었다. 마지막으로 미국 나포선은 아나폴리스 로열 기습을 감행했다. 노바스코샤에 대한 마지막 공격으로, 미국 사나포선은 핼리팩스 해전을 벌이고 뤼넨버그 기습을 감행했다.